# Башкатов (посёлок)
Башкатов (Башкатовский) — посёлок в Карачевском районе Брянской области, в составе Карачевского городского поселения. 

Расположен в 10 км к юго-западу от Карачева, в 1 км к западу от деревни Волкова. Население — 11 человек (2010).

## История
Упоминается с 1920-х гг.; до 1960 года входил в Сурьяновский сельсовет, в 1960—2005 — в Бережанском сельсовете.
| Годы      | 1926 | 1979 | 1989 | 2002 | 2010 |
| --------- | ---- | ---- | ---- | ---- | ---- |
| Население | 41   | 28   | 23   | 9    | 11   |